# Simmy
Simmy, pseudonimo di Simphiwe Nhlangulela (Tugela, 1994), è una cantante sudafricana.

## Biografia
Originaria di Tugela, ha frequentato l'Università di KwaZulu-Natal, dove ha studiato scienze sociali. Ha partecipato a talent show come Idols South Africa e SA's Got Talent, dove tuttavia non ha ottenuto degli ottimi esiti. Ha intrapreso la carriera musicale nel 2017, pubblicando l'anno successivo l'album in studio di debutto Tugela Fairy attraverso il gruppo africano della Sony Music, il cui successo le ha fruttato due candidature al South African Music Award, il principale riconoscimento musicale nazionale. Ha successivamente partecipato ai brani Sonini e Ntaba ezikude di Sun-El Musician, che sono stati entrambi certificati doppio platino dalla Recording Industry of South Africa per un totale di 80 000 unità vendute. Grazie al video musicale di Umahlalela ha conquistato la sua terza candidatura al SAMA.

## Discografia

### Album in studio
- 2018 – Tugela Fairy
- 2020 – Tugela Fairy (Made of Stars)

### Singoli
- 2018 – Ubala (feat. Sun-El Musician)
- 2018 – Umahlalela
- 2018 – Ubala (feat. Sun-El Musician)
- 2018 – Nawe
- 2018 – Ngiyesaba
- 2020 – Emoyeni (con Sun-El Musician e Khuzani)
- 2020 – Emakhaja (feat. DaCapo & Sun-El Musician)
- 2022 – Hlelo (feat. Msaki)

### Collaborazioni
- 2020 – Selimathunzi (Mthunzi feat. Simmy)